# تحریم‌ها علیه ژاپن
شبکه محاصرهٔ اِبی‌سی‌دی (به ژاپنی: (ABCD 包 囲 陣، Ēbīshīdī hōijin) همچنین خط اِبی‌سی‌دی (ABCD) نام ژاپنی مجموعه ای از تحریم‌ها علیه امپراتوری ژاپن توسط کشورهای خارجی، از جمله ایالات متحده آمریکا، بریتانیا، چین و هلندی‌ها بود. در سال ۱۹۴۰، در تلاش برای دلسردی نظامی‌گری و رقابت‌گرایی ژاپن، این کشورها و دیگران فروش سنگ آهن، فولاد و نفت خام را به ژاپن متوقف کردند و از فروش ماده اولیه امتناع کردند. ژاپن به ماده اولیه برای ادامه فعالیت‌های خود در جنگ دوم چین و ژاپن و حمله ژاپن به هندوچین فرانسه نیاز داشت. در ژاپن، دولت و ملی‌گرایان ژاپنی این تحریم اقتصادی را به عنوان اقدامات تجاوزکارانه تلقی می‌کردند. نفت وارداتی حدود ۸۰٪ از مصرف داخلی را تشکیل می‌داد و بدون آن اقتصاد ژاپن، چه رسد به ارتش آن، متوقف می‌شد. رسانه‌های ژاپن تحت تأثیر تبلیغات نظامی، نامیدن تحریم‌ها را تحت عنوان «محاصره ABCD» یا «خط ABCD» آغاز کردند.
اِبی‌سی‌دی ABCD لفظی است که از کنار هم قرار گرفتن حرف اول نام این چهار کشور آمریکا America، انگلستان Britain، چین China، هلند Dutch به وجود آمده‌است.
ستاد کل امپراتوری ژاپن که با احتمال سقوط اقتصادی و عقب‌نشینی اجباری از فتوحات اخیر خود روبرو شده بود، برنامه‌ریزی برای جنگ با قدرتهای غربی را در آوریل ۱۹۴۱ آغاز کرد. این امر با بمباران ژاپنی‌ها در حمله به پرل هاربر در دسامبر ۱۹۴۱ به اوج خود رسید.

## شرح
انعقاد پیمان نازی-شوروی در اوت ۱۹۳۹ شوک بزرگی برای گروه‌های طرفدار آلمان در دولت ژاپن بود که روس‌ها را خطرناک می‌دانستند. و پس از غلبه نیروهای آلمان در فرانسه و بقیه کشورهای اروپای غربی در بهار و تابستان ۱۹۴۰، ژاپنی‌ها ترس از این داشتند که آلمان به دنبال کنترل سیاسی هندوچین فرانسه و هند شرقی هلند نیز باشد.
این سرزمین‌ها بخشی از مسیر حیاتی تأمین ژاپن برای ورود افراد و مواد به سرزمین اصلی چین بود و ژاپنی‌ها نگران بودند که نفوذ آلمان به این ترتیب بر منافع آنها در جنوب شرقی آسیا تأثیر بگذارد. آنها همچنین در مورد اهداف بلند مدت هیتلر نگران بودند.
بنابراین وزیر امور خارجه ماتسواوکا یوسوکه که طرفدار تقویت روابط سیاسی با قدرت‌های محور بود پیمان سه جانبه را در سپتامبر ۱۹۴۰ منعقد کرد.
ژاپن با "محاصره ABCD" توسط آمریکا، انگلیس، چین و هلند روبرو بود که همه اینها بازارها و منافع ژاپن در آسیا را تهدید می‌کرد؛ بنابراین ژاپنی‌ها احساس کردند که باید موقعیت خود را در جنوب بیشتر تقویت کنند و به سمت جنوب هندوچین فرانسه پیشروی کردند. پس از موافقت دولت ویشی در فرانسه تحت تأثیر سیاست‌های آلمان، این امر در ۲۲ سپتامبر ۱۹۴۰ شدت گرفت.